# Gleichmäßig glatter Raum
Gleichmäßig glatte Räume werden im mathematischen Teilgebiet der Funktionalanalysis untersucht. Es handelt sich um normierte Räume, deren Norm eine besondere Glattheitsbedingung erfüllt. Über eine Dualraumbeziehung hängen sie eng mit den gleichmäßig konvexen Räumen zusammen.

## Definitionen
Ein normierter Raum {\displaystyle (X,\|\cdot \|)} heißt glatt, wenn die Norm auf der Einheitssphäre {\displaystyle S_{X}:=\{x\in X|\,\|x\|=1\}} Gâteaux-differenzierbar ist, das heißt, wenn für jedes {\displaystyle x\in S_{X}} und alle {\displaystyle y\in X} der Grenzwert 
{\displaystyle \lim _{t\searrow 0}{\frac {\|x+ty\|-1}{t}}}
existiert. Das ist genau dann der Fall, wenn für jedes {\displaystyle x\in S_{X}} und {\displaystyle y\in X}
{\displaystyle \lim _{t\searrow 0}{\frac {{\frac {1}{2}}(\|x+ty\|+\|x-ty\|)-1}{t}}=0}
gilt. 
Es ist nun naheliegend, Gleichmäßigkeitsbedingungen an die Existenz dieses Grenzwertes zu stellen. Man definiert daher den sogenannten Glattheitsmodul von {\displaystyle X}
{\displaystyle \rho _{X}:[0,\infty )\rightarrow [0,\infty ),\quad \rho _{X}(t):=\sup\{{\tfrac {1}{2}}(\|x+ty\|+\|x-ty\|)-1|\,x,y\in S_{X}\}}
und nennt den Raum {\displaystyle (X,\|\cdot \|)} gleichmäßig glatt, falls
{\displaystyle \lim _{t\searrow 0}{\frac {\rho _{X}(t)}{t}}=0}
gilt. Das bedeutet also, dass der Ausdruck
{\displaystyle {\frac {{\frac {1}{2}}(\|x+ty\|+\|x-ty\|)-1}{t}}}
nicht nur für alle {\displaystyle (x,y)\in S_{X}\times S_{X}} gegen {\displaystyle 0} konvergiert, wenn {\displaystyle t\searrow 0}, sondern sogar gleichmäßig auf {\displaystyle S_{X}\times S_{X}}.

## Beispiele
- Innenprodukträume sind gleichmäßig glatt, denn mittels der Parallelogrammgleichung zeigt man leicht

{\displaystyle \rho _{X}(t)={\sqrt {1+t^{2}}}-1},
woraus die gleichmäßige Glattheit folgt.
- Die Lp-Räume {\displaystyle L^{p}(\Omega ,\Sigma ,\mu )} für Maßräume {\displaystyle (\Omega ,\Sigma ,\mu )} mit positivem Maß sind gleichmäßig glatt, falls {\displaystyle 1<p<\infty }.
- Die Folgenräume {\displaystyle \ell ^{p}} für {\displaystyle 1<p<\infty } sind gleichmäßig glatt. Das ist ein Spezialfall des vorangegangenen Beispiels. Die Räume {\displaystyle \ell ^{1}} und {\displaystyle \ell ^{\infty }} sind nicht gleichmäßig glatt, sie sind noch nicht einmal glatt.[4]
- Es gibt eine Norm auf dem Folgenraum {\displaystyle c_{0}} der Nullfolgen, bezüglich der dieser Raum glatt aber nicht gleichmäßig glatt ist.[5]

## Eigenschaften
- Gleichmäßig glatte Räume sind glatt, denn obige Definition verschärft eine äquivalente Charakterisierung der Glattheit. Für endlichdimensionale Räume gilt auch die Umkehrung, für unendlichdimensionale Räume im Allgemeinen nicht.
- Gleichmäßig glatte Banachräume sind genau die Dualräume von gleichmäßig konvexen Banachräumen.[6] Insbesondere sind gleichmäßig glatte Räume reflexiv, denn gleichmäßig konvexe Räume sind nach dem Satz von Milman reflexiv.
- Unterräume und Quotienräume nach abgeschlossenen Unterräumen gleichmäßig glatter Räume sind wieder gleichmäßig glatt.[7]
- Für glatte Räume {\displaystyle (X,\|\cdot \|)} hat man die Stützabbildung {\displaystyle f:X\setminus \{0\}\rightarrow X^{*}\setminus \{0\},x\mapsto f_{x}}, die jedes {\displaystyle x\not =0} auf das eindeutig bestimmte Stützfunktional {\displaystyle f_{x}} abbildet. Diese Stützabbildung ist norm-schwach-*-stetig. Ein glatter Raum ist genau dann gleichmäßig glatt, wenn die Stützabbildung norm-norm-stetig ist.[8]